# Eudora Welty

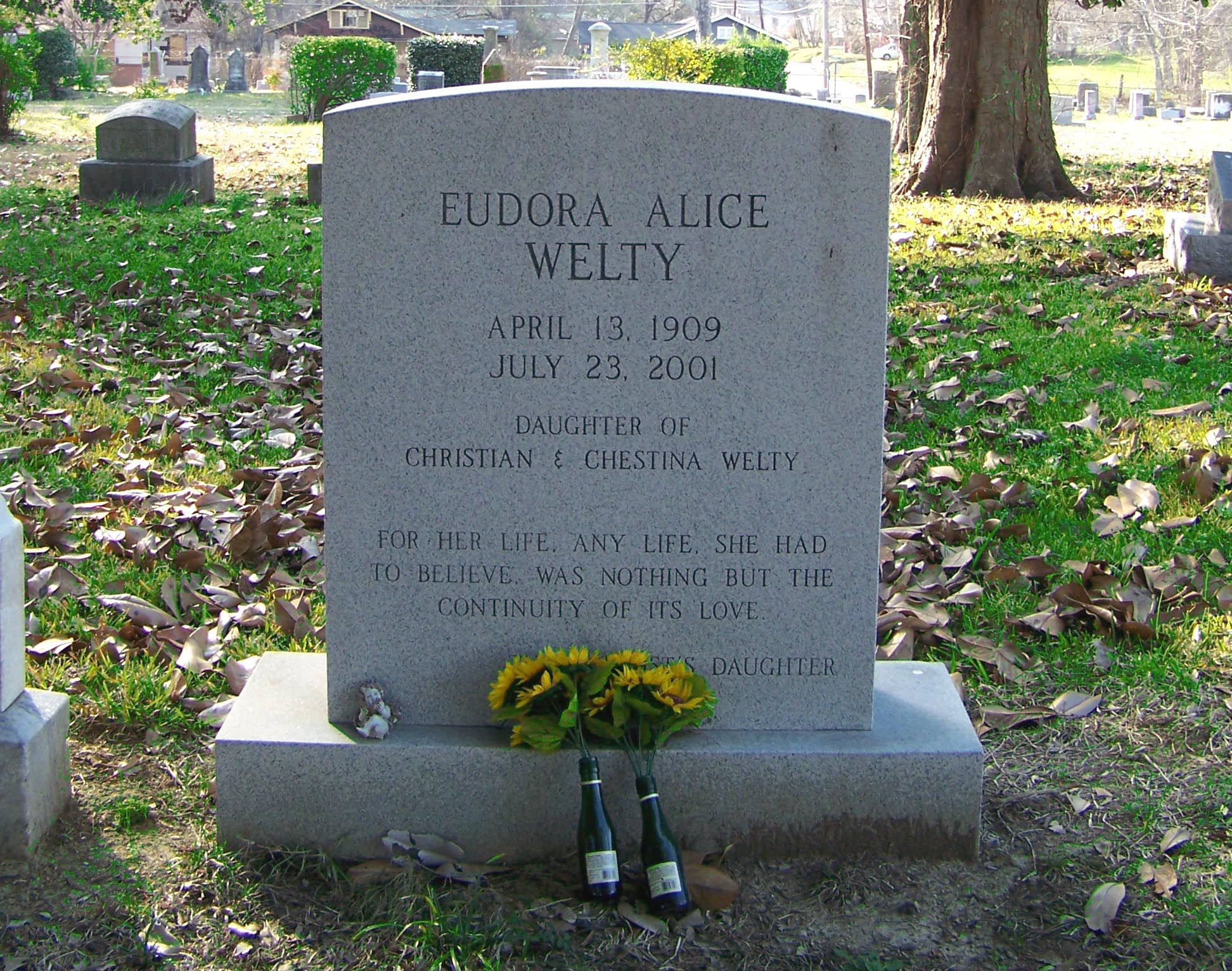
De grafsteen van Eudora Welty

Eudora Alice Welty (Jackson, Mississippi, 13 april 1909 – aldaar 23 juli 2001) was een Amerikaans auteur van romans en korte verhalen. Daarnaast was zij fotograaf.
Zij genoot haar opleiding aan de universiteit van Wisconsin en studeerde vervolgens in New York aan de reclameopleiding van de Columbia-universiteit. In de jaren dertig werkte zij als fotograaf en schreef zij voor de plaatselijke radio en kranten in Jackson.

## Korte verhalen
Haar debuutbundel, A Curtain of Green, and Other Stories, verscheen in 1941 en luidde meteen het begin van haar faam in. De schrijfster Katherine Anne Porter schreef een lovend voorwoord en trad ook op als mentor van Welty. Haar publiek nam allengs toe in omvang. In 1943 volgde de bundel The Wide Net, and Other Stories, in 1949 The Golden Apples en in 1955 The Bride of Innisfallen, and Other Stories.
De personages in haar werk zijn vanaf dit begin kleine luiden. Dat bleek al in haar eerste verhaal, "Death of a Travelling Salesman", dat is opgenomen in A Curtain of Green maar al in 1936 was verschenen. Het verhaal gaat over niet veel meer dan waarop de titel duidt: een handelsreiziger sterft tijdens een van zijn tochten. Wel wordt dit sterven beschreven in een direct gerelateerde context van verdriet en eenzaamheid.
In "Petrified Man" (uit dezelfde bundel) blijkt Welty's groot talent voor dialoog: de gesprekken zijn tegelijk realistisch en een tikje absurd, en dragen het verhaal.
"Why I Live at the P.O.", ook in A Curtain of Green, gaat een stapje verder: hier wordt de dialoog niet rechtstreeks, maar door een van de personages weergegeven, met een bewust overdreven effect. De titel van dit laatste verhaal vormde de inspiratie voor de naam van het e-mailprogramma Eudora, maar in het verhaal speelt het postkantoor een kleiner rol dan de titel zou doen vermoeden.
Dit persoonlijke leven op kleine schaal is steeds gesitueerd tegen de achtergrond van het Amerikaanse Zuiden. De afloop van de Amerikaanse Burgeroorlog had aanvankelijk beloften in zich gehouden, maar voor het Zuiden, de verliezer, waren die niet bewaarheid; economisch en cultureel raakte de regio achterop. Dit is de achtergrond van Welty's verhalen, die zij nu juist schreef in een periode waarin de culturele achterstand werd ingehaald. Van deze Southern Renaissance uit de jaren twintig en dertig, die eerder een culturele ontwikkeling was dan een stroming, maakte zij zelf deel uit.

## Romans
De Amerikaanse romantraditie is in grote lijnen iets minder realistisch dan de Britse, waarop zij overigens wel is geënt: tegenover het Britse realisme van de negentiende eeuw staat een Amerikaanse romantiek, en de Amerikaanse roman is ook wel een romance genoemd. Iets van dat fantastische is terug te vinden in Eudora Welty's eerste roman, The Robber Bridegroom (1942); een historische roman, maar met elementen van het sprookje en de fabel. Daarmee treedt zij in de gotische romantraditie.
Maar vanaf 1890 was er in de Amerikaanse literatuur ook een naturalistische stroming ontstaan, die lang invloedrijk zou zijn. Het werk van Welty is niet alleen fantastisch; het is ook realistisch, en dit komt naar voren in de rake dialogen en de typerende zuidelijke setting. De toon is humoristischer en optimistischer dan gebruikelijk is bij zuiver naturalistische romans. 
In haar romans staat de intimiteit van gezins- en familieleven centraal. De bekendste is Delta Wedding (1946): familieleden komen bijeen voor een bruiloft in de rivierdelta van de Mississippi. Het kenmerkende is dat de meesten hunner niet veel van de wereld weten, zoals die is buiten hun beperkte horizon. Onderling kibbelen zij, maar als de familie lijkt te worden bedreigd of aangevallen, sluiten zich de gelederen.
Voor het verstilde The Optimist's Daughter (1972) ontving Welty een Pulitzerprijs. Het verhaal wordt beleefd door de dochter van de zojuist overleden "optimist", die ziek was maar niet geloofde dat hij zou sterven, die nu toch is overleden en wiens uitvaart tijdens de handeling van het boek wordt voorbereid. Het stille, verdoofde verdriet van de dochter vormt een schril contrast met de schreeuwerige vulgariteit van de jonge vrouw met wie de overledene nog maar kort getrouwd was, en wier oppervlakkige reactie op het overlijden in geen verhouding staat tot het werkelijke verdriet van de dochter.

## Non-fictie
Eudora Welty schreef essays onder de titel The Eye of the Story (1978). Haar One Writer's Beginnings (1984) is autobiografisch. 
Haar foto's uit de jaren dertig behoren tot de American Scene Movement, een beweging die het leven van alledag tijdens de depressie wilde laten zien. Deze foto's van Eudora Welty werden uitgegeven in One Time, One Place: Mississippi in the Depression: A Snapshot Album (1971).

## Erkenning
Welty ontving een groot aantal bekroningen, prijzen en andere vormen van erkenning. Daarbij hoorden zowel in 1942 als in 1943 de O. Henry Memorial Prize voor het beste korte verhaal van het jaar, in 1944 een prijs van de American Academy of Arts and Letters en in 1955 de Howells Medal for Fiction voor haar roman The Ponder Heart. De Brandeis-universiteit verleende haar in 1966 de Creative Arts Medal for Fiction. De Pulitzerprijs van 1973 werd al genoemd bij de bespreking van The Optimists Daughter.
Tweemaal viel haar een Guggenheim Fellowship ten deel, in 1942 en in 1968.
Haar woonhuis in Jackson is nu een museum, het Eudora Welty House.
- Bibsys: 90065011
- Biblioteca Nacional de España: XX1010858
- Bibliothèque nationale de France: cb119290562 (data)
- Catàleg d'autoritats de noms i títols de Catalunya: 981058523871206706
- CiNii: DA00461342
- Gemeinsame Normdatei: 118806661
- International Standard Name Identifier: 0000 0001 2118 5241
- Library of Congress Control Number: n79038434
- Nationale Bibliotheek van Letland: 000143243
- MusicBrainz: 07755045-c377-48c1-9568-ee4656054625
- National Archives and Records Administration: 10581702
- Bibliotheek van het Japanse parlement: 00460577
- Nationale Bibliotheek van Tsjechië: jn19990009051
- Nationale Bibliotheek van Israël: 987007269828905171
- Nationale Bibliotheek van Polen: a0000001195966
- Nederlandse Thesaurus van Auteursnamen: 068624417
- PIC: 266836
- RKD-Nederlands Instituut voor Kunstgeschiedenis: 380839
- Istituto Centrale per il Catalogo Unico: CFIV050199
- LIBRIS: 208139
- SNAC: w6154f16
- Système universitaire de documentation: 027333272
- Trove: 1010088
- Union List of Artist Names: 500330916
- Virtual International Authority File: 4938026
- WorldCat: E39PBJx4rQbFWPwbdrPb4Byjmd